# Corno Nero (Alpy Fleimstalskie)
Corno Nero (niem. Schwarzhorn) – szczyt w Alpach Fleimstalskich, w Alpach Wschodnich. Leży w regionie Trydent-Górna Adyga, w północnych Włoszech. Sąsiaduje z Corno Bianco.